# Architektura renesansu w Niderlandach
Na obszarze Niderlandów, zamieszkanych przez ludność pochodzenia germańskiego (na północy) i romańskiego (na południu), renesans pojawił się 
dopiero w XVI wieku. Ciągłe walki i niepokoje hamowały gospodarkę i nie sprzyjały rozwojowi architektury. Kierunki napływu nowych prądów, z uwagi na skomplikowaną sytuację polityczną tego regionu, były zróżnicowane. Po zawarciu traktatu utrechckiego w 1579 r. północna część terenu odzyskała niepodległość, a południowa nadal pozostała pod panowaniem hiszpańskim. Ten podział znalazł swoje odbicie w powoli rozwijającym się nowym stylu w architekturze. W prowincjach, które odzyskały wolność i nadal walczyły o jej utrzymanie, bardzo niechętnie odnoszono się do wzorów włoskich i hiszpańskich, dominujących na południu. Jednocześnie trwające prześladowania religijne we Francji i wynikający z nich liczny napływ hugenotów spowodowały na północy przebiegającą powoli adaptację wzorów francuskich.
Ok. 1500 r. pojawiają się pierwsze detale architektoniczne przejawiające nowy styl, dodawane do wciąż gotyckiej architektury. Powstające budowle to przede wszystkim budynki użyteczności publicznej (ratusze, arsenały, hale targowe, domy cechowe oraz kamienice mieszczańskie). Architektura sakralna rozwijała się znacznie słabiej. Reprezentują ją centralne budowle o oszczędnym wystroju wnętrz.
Względy naturalne (niedostatek kamienia, zwłaszcza na północy) sprzyjają rozwojowi architektury ceglanej, z dodatkiem niewielkiej ilości ciosów jako detali w postaci portali, gzymsów, obramowań i naroży budynku. Specyficzne dla architektury tego regionu są ceglane budynki o stromych dachach, wysokich kominach, bogato zdobionych fasadach. Często wykorzystywanym motywem (w Niderlandach i innych krajach germańskich) jest ornament okuciowy, wzorowany na ślusarskich okuciach skrzyń, drzwi, szaf. Charakterystyczne są także słupy kandelabrowe (trzon wyprowadzany jest z formy w kształcie kielicha, a całość przypomina świecę osadzoną w świeczniku).
Przykłady zabytków:
- Belgia:

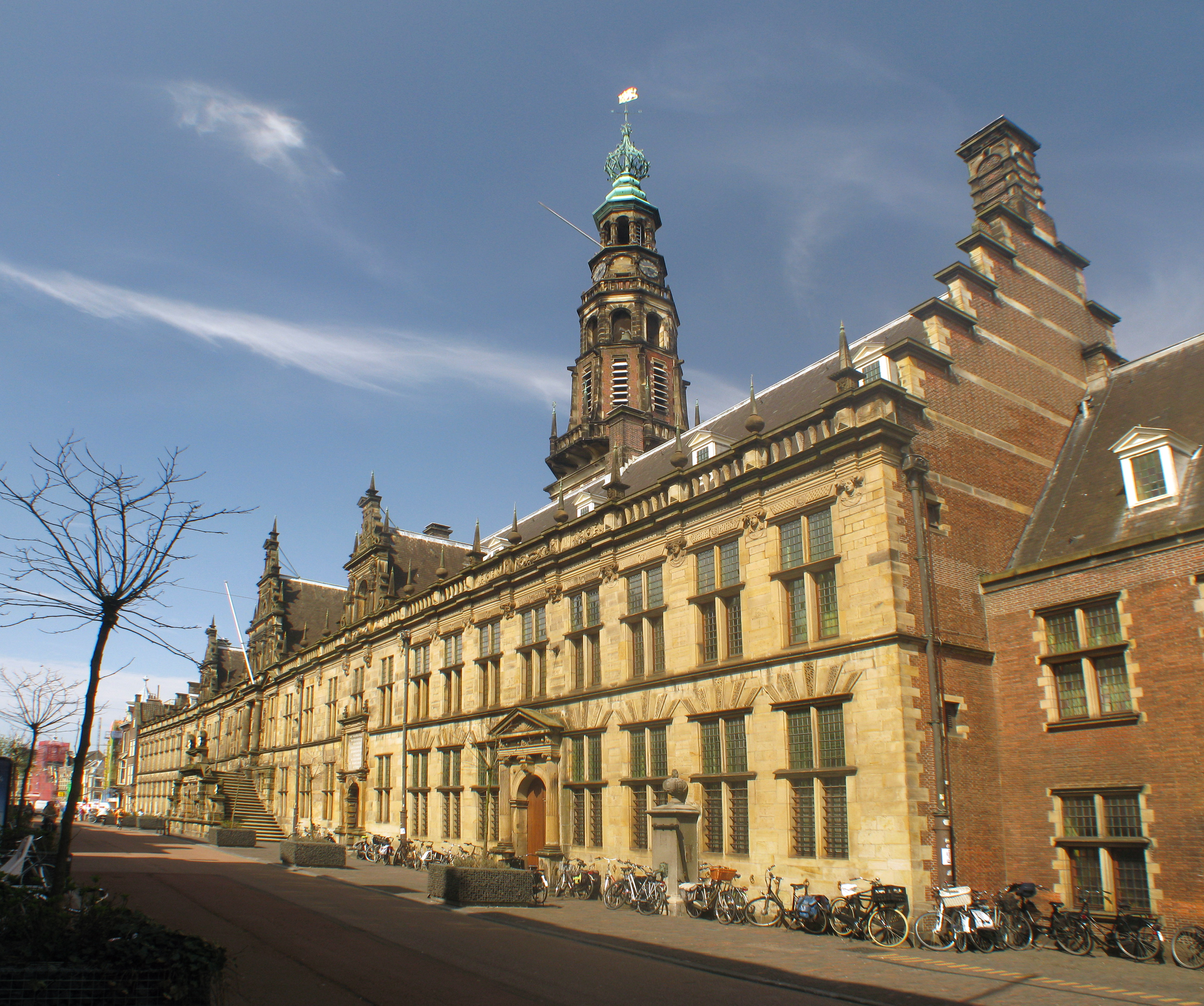
Ratusz w Lejdzie

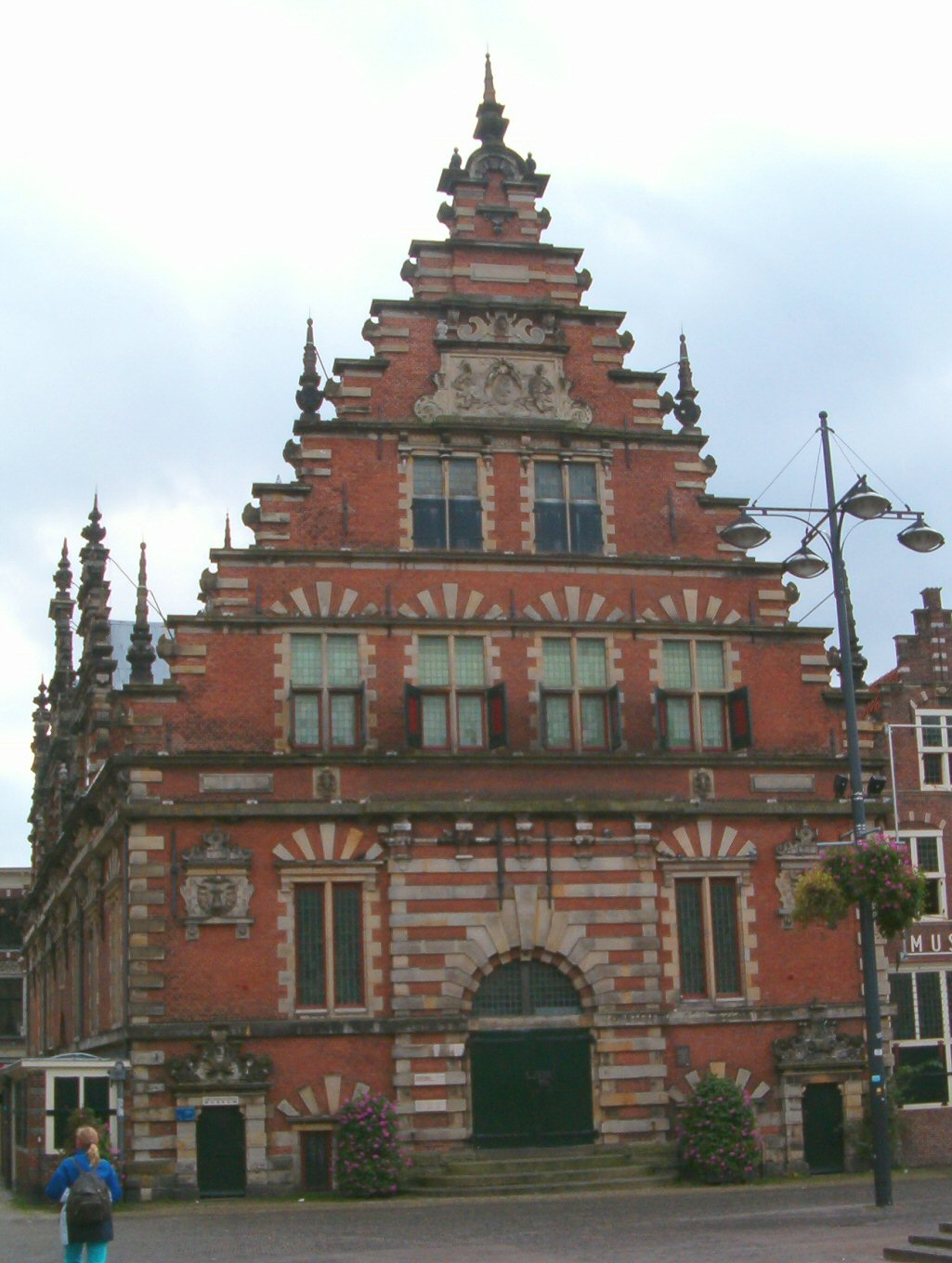
Dom Cechu Rzeźników w Haarlemie

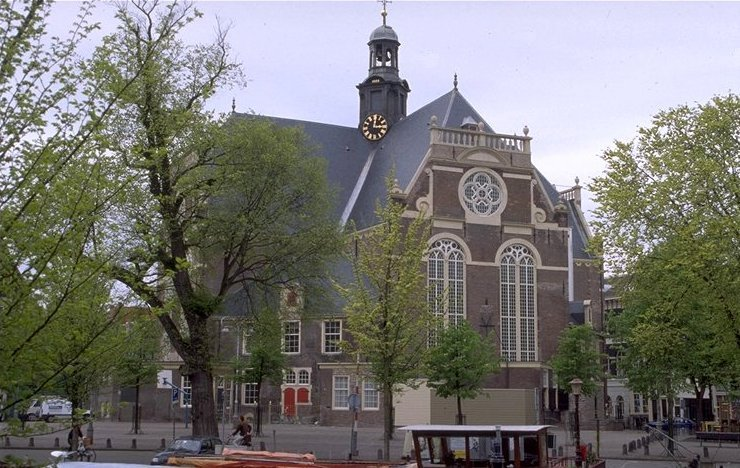
Noorderkerk (Kościół Północny) w Amsterdamie

  - pałac Namiestnikowski w Malines (1517), gotycki z wewnętrznym wystrojem o cechach renesansowych
  - Kancelaria w Brugii (ok. 1535) z elementami renesansu wprowadzonymi w elewacji (dwa poziomy przyściennych kolumn i belkowania pomiędzy kondygnacjami)
  - pałac biskupi w Liège zaprojektowany przez Erarda van der Marka i Francis Borseta (z kandelabrowymi słupami w podcieniach)
  - pałace w Binche, Boussu, Mariemont zaprojektowane przez Jacques’a Du Broecqua
  - ratusz w Antwerpii (ok. 1565) Corneliusa de Vriendta (Florisa), twórcy wzornika ornamentów
  - pałac Kardynalski w Brukseli (ok. 1564) Sebastiana i Jakuba van Noyena
- Holandia:
  - projekty Lieven de Key: ratusz w Lejdzie (ok. 1597) i dom Cechu Rzeźników w Haarlemie (1602)
  - kościoły w Amsterdamie zaprojektowane przez Henricka de Keysera: Zuiderkerk (Południowy) na planie trójnawowej hali, Westerkerk (Zachodni) na planie bazyliki (ze zmienioną wieżą przez Corneliusa Danckera, po śmierci Henricka de Keysera) oraz Noorderkerk (Północny), zaplanowany jako budowla centralna, najlepiej przystosowany do nabożeństw protestanckich.

Literatura
- Tadeusz Broniewski, Historia architektury dla wszystkich, Wydawnictwo Ossolineum, 1990 r.
- David Watkin, Historia architektury zachodniej, Wydawnictwo „Arkady” 2006 r. ISBN 83-213-4178-0